# Мікрограм
У Метричній системі мір мікрограм (мкг; μg) є одиницею вимірювання маси, рівною мільйонній частці (1/1 000 000) грама (1 × 10 −6) або 1/1000 частці міліграма. Це одна із найменших використовуваних одиниць маси (ваги), яка часто використовується в науковій літературі.
У Міжнародній системі одиниць мікрограму відповідає позначення μg — грецька літера μ (мю) + латинська літера g. Якщо літера μ неможливо ввести або надрукувати, її іноді замінюють малою латинською літерою u, хоча це є відхиленням від правил.
Американський Інститут безпечної медичної практики (ISMP) та Управління з продовольства і медикаментів США (FDA) рекомендують не використовувати позначення μg для передання медичної інформації, оскільки префікс μ (мікро-) може бути помилково прийнятий за префікс m (мілі-), що може призвести до тисячократного передозування. Інститут безпечної медичної практики рекомендує натомість використовувати позначення mcg. Однак водночас mcg використовуються у застарілій системі одиниць вимірювання СГС, де він позначає міліцентиграм, який дорівнює 10 мкг. В українській мові подібних проблем із позначенням немає.
В Юнікоді передбачено символ «мікрограм» (㎍): він називається SQUARE MU G і має код U+338D. Він призначений для використання насамперед у східних мовах — китайській, корейській і японській (CJK). У загальному випадку слід використовувати послідовність грецької літери mu (U+03BC) і латинської літери g (U+0067).